# Кубок Шотландії з футболу 1885—1886
Кубок Шотландії з футболу 1885–1886 — 13-й розіграш кубкового футбольного турніру у Шотландії. Титул у восьмий раз здобув Квінз Парк.

## Четвертий раунд
Команда Порт Глазго Атлетік пройшла до наступного раунду після жеребкування.
| Команда 1                    | Рахунок | Команда 2    |
| ---------------------------- | ------- | ------------ |
| 14 листопада 1885            |         |              |
| Аберкорн                     | 7:2     | Стрезмоур    |
| Камбусленг                   | 9:0     | Вішоу Свіфтс |
| Дамбартон                    | 3:0     | Партік Тісл  |
| Гіберніан                    | 5:3     | Арброт       |
| Квін оф зе Сауз Вондерерс    | 1:3     | Артурлі      |
| Квінз Парк                   | 1:0     | Ейрдріоніанс |
| Рентон                       | 4:0     | Кавлерс      |
| Терд Ланарк                  | 3:2*    | Ейр          |
| Вейл оф Левен                | 6:0     | Данді Гарп   |
| 28 листопада 1885            |         |              |
| Ейр                          | 3:3     | Терд Ланарк  |
| 5 грудня 1885 (перегравання) |         |              |
| Терд Ланарк                  | 5:1     | Ейр          |

* - результат було скасовано, було призначено повторний матч.

## П'ятий раунд
| Команда 1                     | Рахунок | Команда 2           |
| ----------------------------- | ------- | ------------------- |
| 5 грудня 1885                 |         |                     |
| Аберкорн                      | 0:1     | Камбусленг          |
| Артурлі                       | 1:2     | Квінз Парк          |
| Дамбартон                     | 2:2     | Гіберніан           |
| Рентон                        | 2:2     | Вейл оф Левен       |
| 12 грудня 1885                |         |                     |
| Терд Ланарк                   | 1:1     | Порт Глазго Атлетік |
| 12 грудня 1885 (перегравання) |         |                     |
| Гіберніан                     | 4:3     | Дамбартон           |
| Рентон                        | 3:0     | Вейл оф Левен       |
| 19 грудня 1885 (перегравання) |         |                     |
| Терд Ланарк                   | 1:1     | Порт Глазго Атлетік |
| 26 грудня 1885 (перегравання) |         |                     |
| Терд Ланарк                   | 4:1     | Порт Глазго Атлетік |

## Чвертьфінали
Команди Квінз Парк, Рентон, Терд Ланарк пройшли до наступного раунду після жеребкування.
| Команда 1     | Рахунок | Команда 2  |
| ------------- | ------- | ---------- |
| 16 січня 1886 |         |            |
| Гіберніан     | 3:2     | Камбусленг |

## Півфінали
| Команда 1     | Рахунок | Команда 2  |
| ------------- | ------- | ---------- |
| 16 січня 1886 |         |            |
| Терд Ланарк   | 0:3     | Квінз Парк |
| 23 січня 1886 |         |            |
| Гіберніан     | 0:2     | Рентон     |

## Фінал
| 13 лютого 1886 |

| Квінз Парк | 3:1 | Рентон |
| ---------- | --- | ------ |
|            |     |        |

| Кезкін-Парк, Глазго Глядачів: 7 000 |